# Pterophorus pentadactyla
Espèce
Le Ptérophore blanc, Pterophorus pentadactyla, est une espèce de lépidoptères (papillons) de la famille des Pterophoridae, de la sous-famille des  Pterophorinae et du genre  Pterophorus.

## Description

### Adulte
C'est un papillon blanc aux ailes d'apparence plumeuse, les antérieures en deux lobes, les postérieures en trois.

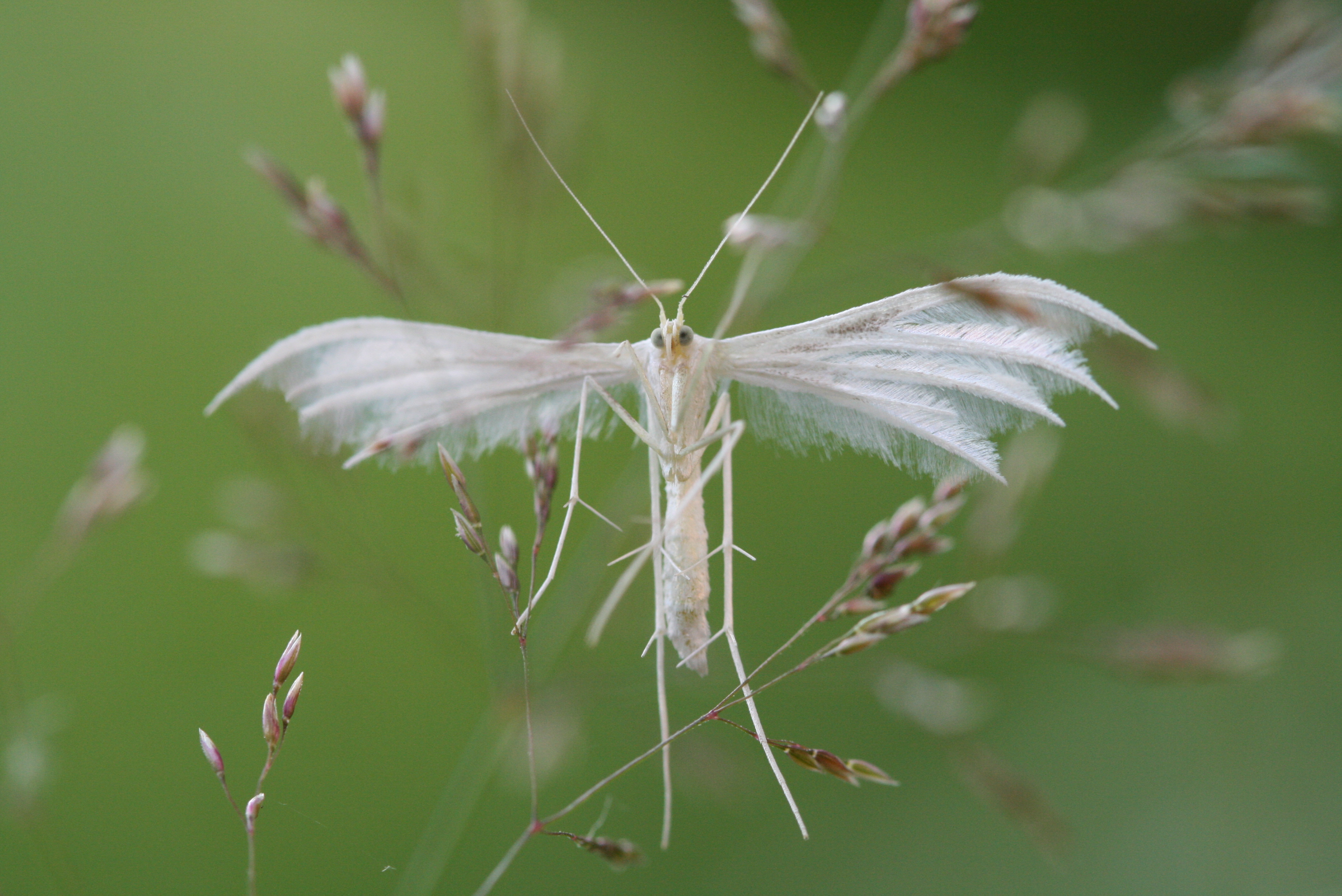
Pterophorus pentadactyla
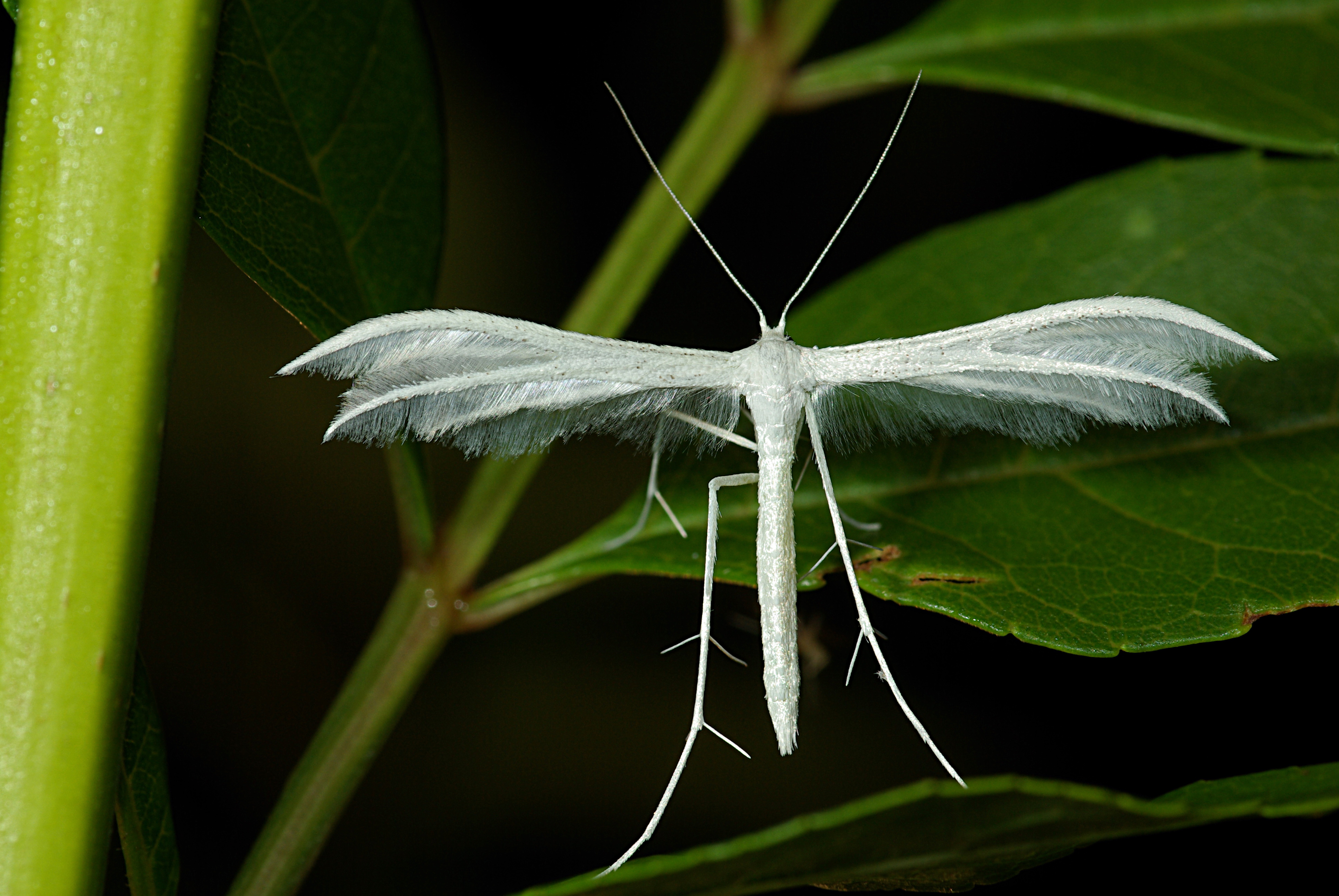
Pterophorus pentadactyla
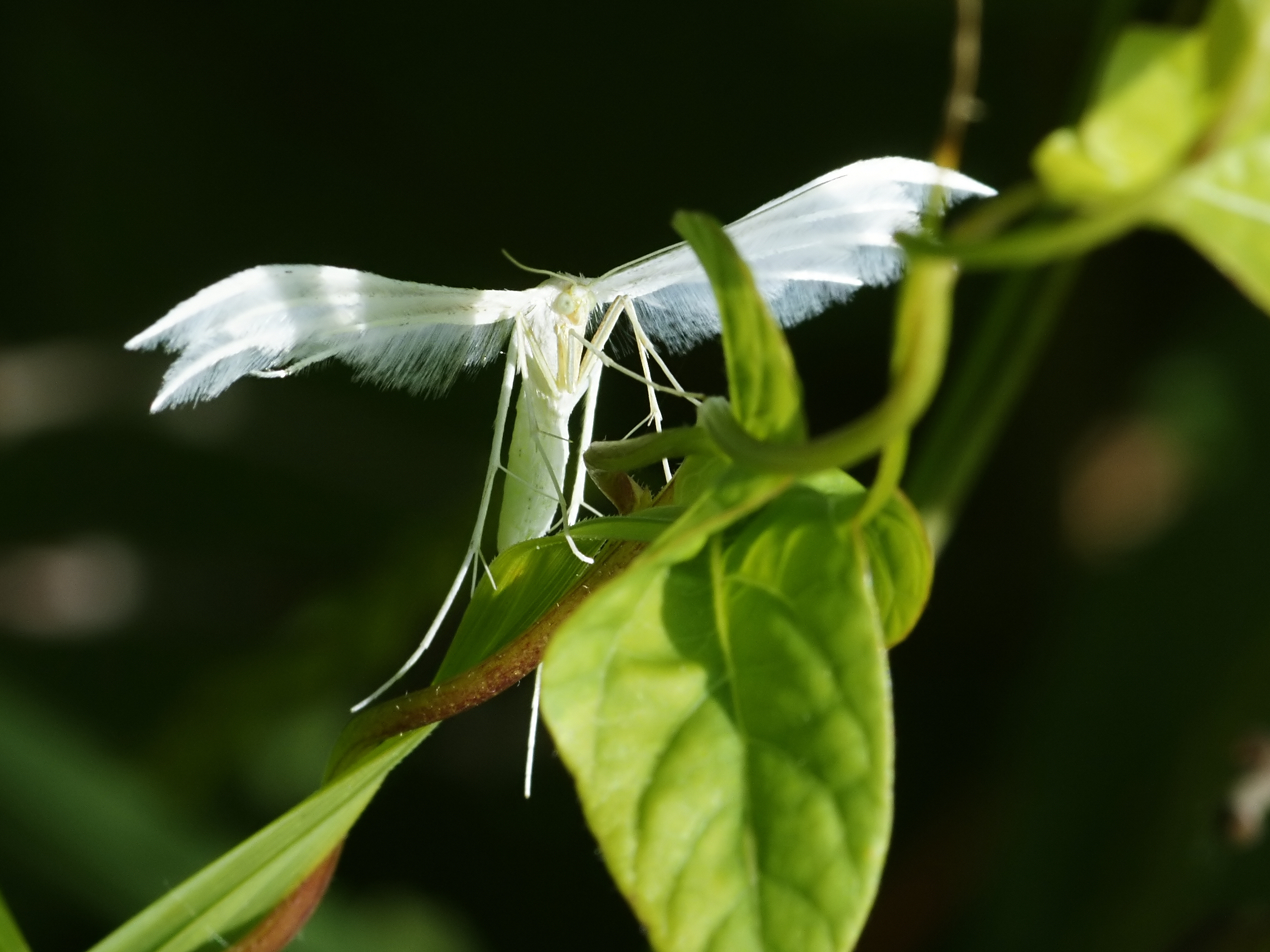
Pterophorus pentadactyla
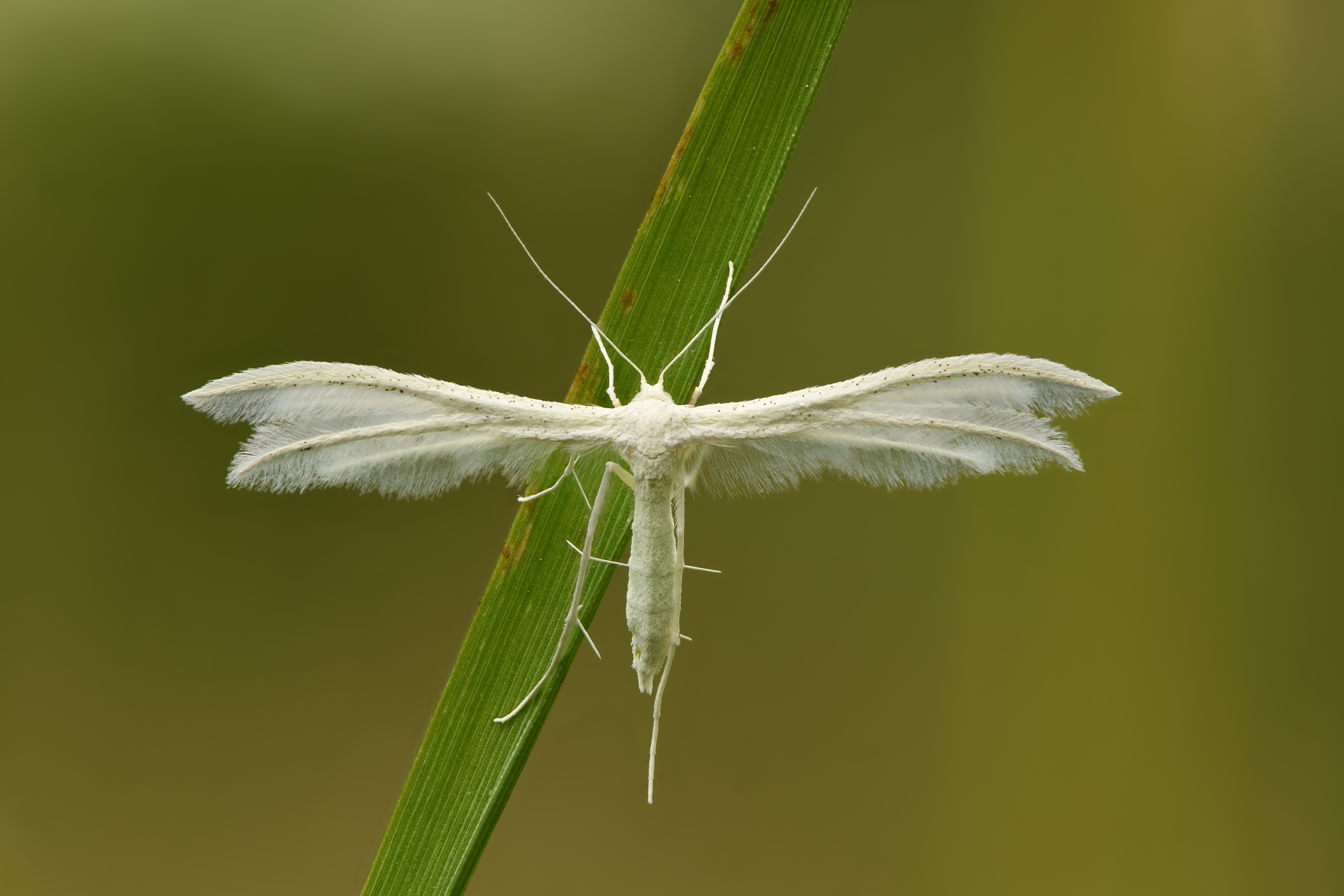
En Estonie.

### Chenille
La chenille, vert clair, est marquée d'une ligne dorsale blanche.

## Biologie
Il vole en deux générations (bivoltin) de mai à septembre. Il hiverne à l'état de chenille.

## Distribution, écologie et habitat
On le trouve en Europe, en Asie mineure, jusqu'en Iran.
C'est un papillon des lieux herbus et broussailleux. Ses plantes hôtes sont des liserons, Convolvulus arvensis et Calystegia sepium.

## Systématique
- L'espèce Pterophorus pentadactyla a été décrite par le naturaliste suédois  Carl von Linné en 1758, sous le nom initial d'Alucita pentadactyla[2]

- Son nom scientifique ""Ptero", en grec "aile" , "Penta" en grec "Cinq" et "Dactylis" en grec "Doigts") fait référence à la présence de cinq divisions des ailes en forme de plumes, que l'on compare à des doigts d'une main.

### Synonymes
- Alucita pentadactyla Linnaeus, 1758 Protonyme
- Phalaena tridactyla Scopoli, 1763 [3]
- Aciptilia pentadactyla var. sulphurea Staudinger, 1880
- Pterophorus pentadactylus [4]

### Noms vernaculaires
Le Ptérophore blanc est surnommé Petit ange de nuit car ses ailes font penser aux ailes d'un ange. En anglais il se nomme White Plume Moth. Un autre nom commun en français est "Alucite pentadactyle".

## Protection
Pas de statut de protection particulier.